# American Hustle
American Hustle (bra: Trapaça; prt: Golpada Americana) é um filme norte-americano policial e de comédia dramática de 2013, dirigido por David O. Russell a partir de um roteiro escrito por Eric Warren Singer e Russell, vagamente baseado na operação do FBI ABSCAM do final dos anos 1970 e início dos anos 80. É estrelado por Christian Bale e Amy Adams como dois vigaristas que são forçados por um agente do FBI (interpretado por Bradley Cooper) a participarem de um elaborada operação policial contra políticos corruptos, inclusive o prefeito de Camden, Nova Jérsei (interpretado por Jeremy Renner). Jennifer Lawrence integra o elenco como a esposa imprevisível e histérica do personagem de Bale.
A filmagem principal de American Hustle começou em 8 de março de 2013, em Boston, Worcester, Massachusetts, e em Nova York. Depois de um lançamento limitado em 13 de dezembro de 2013 o filme se expandiu pelos Estados Unidos em 20 de dezembro de 2013. O filme recebeu elogios da crítica quase universal e, entre outros, foi nomeado para sete Globos de Ouro, vencendo 3 prêmios. Além disso, foi indicado a 10 Oscars, incluindo "Melhor Filme", "Melhor Diretor" e as quatro categorias relacionadas a atuação: "Melhor Ator" (Bale), "Melhor Atriz (Adams), "Melhor Ator Coadjuvante" (Cooper) e "Melhor Atriz Coadjuvante" (Lawrence).

## Enredo
Em 1978, Irving Rosenfeld (Christian Bale) e Sydney Prosser (Amy Adams) iniciaram um relacionamento e estão trabalhando juntos. Sydney melhorou as fraudes de Rosenfeld, posando como aristocrata inglesa "Lady Edith Greensly". Irving ama Sydney, mas está hesitando em deixar Rosalyn (Jennifer  Lawrence), sua instável e histriónica esposa, temendo perder o contato com seu filho Danny, que Irving adotou. Rosalyn também ameaçou relatar Irving à polícia se ele a deixasse. O agente do FBI Richie DiMaso (Bradley Cooper) pega Irving e Sydney em um esquema de empréstimo, mas se oferece para liberá-los se Irving puder alinhar mais quatro prisões. Richie acredita que Sydney é inglesa, mas tem provas de que sua alegação de aristocracia é fraudulenta. Sydney diz a Irving que ela vai manipular Richie, distanciando-se de Irving.
Irving tem um amigo fingindo um xeque de um rico árabe à procura de potenciais investimentos na América. Um associado de Irving sugere que o árabe faça negócios com o prefeito Carmine Polito (Jeremy Renner) (Cameron, Nova Jersey), que está fazendo campanha para revitalizar o jogo em Atlantic City, Nova Jersey, mas tem lutado em angariação de fundos. Carmine parece ter um desejo genuíno de ajudar a economia da região e seus eleitores. Richie planeja um plano para tornar o prefeito Polito o alvo de uma operação, apesar das objeções de Irving e do chefe de Richie, Stoddard Thorsen (Louis CK). Sydney ajuda Richie a manipular uma secretária do FBI para fazer uma transferência bancária não autorizada de US$ 2 milhões. Quando o chefe de Stoddard, Anthony Amado (Alessandro Nivola), ouve a operação, ele elogia a iniciativa de Richie, pressionando Stoddard para continuar.
Carmine sai da reunião quando Richie o pressiona para aceitar um suborno em dinheiro. Irving convence Carmine, com um xeque legítimo, expressando sua antipatia por Richie, e os dois se tornam amigos. Richie providencia que Carmine conheça o árabe, e sem consultar os outros, o mexicano-americano e agente do FBI Paco Hernandez (Michael Peña) joga o xeque, o que desagrada Irving. Carmine traz o xeque a uma festa de cassino, explicando que os mafiosos estão lá e é uma parte necessária de fazer negócios. Irving fica surpreso ao ouvir que o senhor da máfia Victor Tellegio (Robert De Niro), o braço direito de Meyer Lansky, está presente e que ele quer conhecer o xeque. O homem da mafia Tellegio explica que o negócio precisa do xeque para se tornar um cidadão americano e que Carmine terá de acelerar o processo. Tellegio também exige uma transferência bancária de US$ 10 milhões para provar a legitimidade do xeique.
Richie confessa sua atração forte a Sydney mas torna-se confuso e aggressivo quando deixa cair seu acento inglês e admite ser de Albuquerque, Novo México. Rosalyn começa um caso com um mafioso Pete Musane (Jack  Huston), que ela conheceu na festa. Ela menciona sua crença de que Irving está trabalhando com o Internal Revenue Service, fazendo Pete ameaçar Irving, que promete provar que o investimento do xeque é real. Irving depois confronta Rosalyn, que admite que ela disse a Pete e concorda em ficar quieta, mas quer um divórcio. Com a ajuda de Carmine, Richie e Irving gravam os membros do Congresso recebendo subornos. Richie assalta Stoddard em uma luta sobre o dinheiro e depois convence Amado que ele precisa de US$ 10 milhões para obter Tellegio, mas recebe apenas US$ 2 milhões. Uma reunião é organizada nos escritórios do advogado de Tellegio, Alfonse Simone (Paul Herman), mas Tellegio não aparece.
Irving visita Carmine e admite o embuste, mas diz que tem um plano para ajudá-lo. Carmine lança Irving e a perda de sua amizade atinge Irving com força. Os federais informam a Irving que seus US$ 2 milhões sumiram e que receberam uma oferta anônima para devolver o dinheiro em troca da imunidade de Irving e Sydney e uma sentença reduzida para Carmine. Amado aceita o negócio e Stoddard remove Richie do caso, que termina eficazmente sua carreira, deixando cair para trás na obscuridade. Irving e Sydney se mudam juntos e abrem uma galeria de arte legítima, enquanto Rosalyn vive com Pete e compartilha a custódia de Danny com Irving.

## Elenco
Vários dos personagens são versões ficcionais de contrapartes específicas da vida real:
- Christian Bale como Irving Rosenfeld (baseado em Melvin Weinberg), um vigarista brilhante que é forçado a ajudar o FBI a seduzir e tomar um grupo de políticos corruptos.[9]
- Bradley Cooper como Agente Richard "Richie" DiMaso (baseado em Anthony Amoroso, Jr.), um agente selvagem e maníaco do FBI que recruta Irving para a operação policial ABSCAM.[10]
- Amy Adams como Sydney Prosser / Lady Edith Greensly (baseada em Evelyn Knight), parceira de Irving igualmente astuta e sedutora britânica em crime e amante, que prova ser tão suave e dúbia como o vigarista, mas assustada como uma vigarista novata.[11]
- Jeremy Renner como Prefeito Carmine Polito (baseado em Angelo Errichetti), o operador político volátil apaixonado e prefeito sombrio da empobrecida Camden, que se move em um mundo de corrupção política, ao mesmo tempo preso entre os golpistas e federais.[12]
- Jennifer Lawrence como Rosalyn Rosenfeld (baseada em Cynthia Marie Weinberg), a linda esposa imprudente, de boca grande e imprevisível de Irving, que poderia ser a única a puxar o fio que faria o mundo inteiro desabar.[13]
- Robert De Niro como Victor Tellegio (não creditado)
- Louis C.K. como Stoddard Thorsen
- Michael Peña como Paco Hernandez / Sheik Abdullah
- Jack Huston como Pete Musane
- Elisabeth Röhm como Dolly Polito (baseada em Dolores "Dodie" Errichetti)
- Erica McDermott como Addie Abrams
- Melissa McMeekin como Sabrina
- Colleen Camp como Brenda
- Alessandro Nivola
- Dawn Olivieri

## Produção

### Desenvolvimento
Originalmente intitulado "American Bullshit", o roteiro de Eric Warren Singer foi #8 na Lista Negra de roteiros não produzidos em 2010. O filme foi criado para a Sony Pictures Entertainment, com Charles Roven e Richard Suckle produzindo através da Atlas Entertainment e foi inicialmente considerado por Ben Affleck para dirigir, antes de David O. Russell, em última instância assinou contrato para dirigir o filme. Russell re-escreveu projeto de Singer, substituindo os personagens em caricaturas de suas respectivas figuras da vida real.

### Produção
A filmagem principal começou em 8 de março de 2013 e ficou envolto em Maio de 2013. O filme foi rodado usando locais e em torno de Boston, Massachusetts (como em Worcester) e Nova Iorque. As filmagens tiveram que ser suspensas na sequência do Atentado à Maratona de Boston de 2013 com a cidade em confinamento. Após o bloqueio foi levantado, o filme envolveu sua sessão de Boston e passou seus dias finais da produção em Nova York.

### Curiosidades
Esse filme é o segundo na parceria entre Christian Bale e Amy Adams, que já trabalharam juntos em O Vencedor (2010).
Esse filme também é o segundo na parceria entre Robert De Niro, Jennifer Lawrence e Bradley Cooper, que já trabalharam juntos em O Lado Bom da Vida (2012), Trapaça (2013) e Joy - O Nome do Sucesso (2015).
Esse filme também é o segundo na parceria entre Jennifer Lawrence e David O. Russell, que já trabalharam juntos em O Lado Bom da Vida (2012), Trapaça (2013) e Joy - O Nome do Sucesso (2015).

## Lançamento
O diretor David O. Russell lançou o teaser trailer do filme em 31 de julho de 2013, e um trailer foi lançado em 9 de outubro de 2013. O filme está programado para ter um lançamento limitado nos Estados Unidos em 13 de dezembro de 2013 e um grande lançamento em 20 de dezembro de 2013. O filme está previsto para ser lançado no Reino Unido em 20 de dezembro de 2013.

## Recepção

### Crítica
American Hustle recebeu comentários bastante positivos da crítica especializada em cinema. O agregador de resenhas Rotten Tomatoes, que faz uma média da aprovação de um filme baseando-se nas críticas recolhidas, deu a produção uma classificação de 93% com base em 235 comentários. O consenso do site diz o seguinte: "Desenfreadamente engraçado e com um elenco impecável, American Hustle corrige os seus momentos de falhas com uma abordagem energética no enredo e uma direção irrepreensivelmente vibrante de David O. Russell".

### Prêmios e indicações
Oscar 2014
| Ano  | Categoria                | Recipiente                                       | Resultado |
| ---- | ------------------------ | ------------------------------------------------ | --------- |
| 2014 | Melhor Filme             | Melhor Filme                                     | Indicado  |
| 2014 | Melhor Diretor           | David O. Russell                                 | Indicado  |
| 2014 | Melhor Ator              | Christian Bale                                   | Indicado  |
| 2014 | Melhor Atriz             | Amy Adams                                        | Indicado  |
| 2014 | Melhor Ator Coadjuvante  | Bradley Cooper                                   | Indicado  |
| 2014 | Melhor Atriz Coadjuvante | Jennifer Lawrence                                | Indicado  |
| 2014 | Melhor Roteiro Original  | David O. Russell & Eric Warren Singer            | Indicado  |
| 2014 | Melhor Edição            | Alan Baumgarten, Jay Cassidy & Crispin Struthers | Indicado  |
| 2014 | Melhor Figurino          | Michael Wilkinson                                | Indicado  |
| 2014 | Melhor Direção de Arte   | Judy Becker & Heather Loeffler                   | Indicado  |

Golden Globe Awards 2014
| Ano  | Categoria                         | Recipiente                            | Resultado |
| ---- | --------------------------------- | ------------------------------------- | --------- |
| 2014 | Melhor Filme - Comédia ou Musical | Melhor Filme - Comédia ou Musical     | Venceu    |
| 2014 | Melhor Diretor                    | David O. Russell                      | Indicado  |
| 2014 | Melhor Ator - Comédia ou Musical  | Christian Bale                        | Indicado  |
| 2014 | Melhor Atriz - Comédia ou Musical | Amy Adams                             | Venceu    |
| 2014 | Melhor Ator Coadjuvante           | Bradley Cooper                        | Indicado  |
| 2014 | Melhor Atriz Coadjuvante          | Jennifer Lawrence                     | Venceu    |
| 2014 | Melhor Roteiro                    | David O. Russell & Eric Warren Singer | Indicado  |

Screen Actors Guild Awards 2014
| Ano  | Categoria                | Recipiente              | Resultado |
| ---- | ------------------------ | ----------------------- | --------- |
| 2014 | Melhor Elenco em Cinema  | Melhor Elenco em Cinema | Venceu    |
| 2014 | Melhor Atriz Coadjuvante | Jennifer Lawrence       | Indicado  |

BAFTA 2014
| Ano  | Categoria                   | Recipiente                                      | Resultado |
| ---- | --------------------------- | ----------------------------------------------- | --------- |
| 2014 | Melhor Filme                | Melhor Filme                                    | Indicado  |
| 2014 | Melhor Diretor              | David O. Russell                                | Indicado  |
| 2014 | Melhor Ator                 | Christian Bale                                  | Indicado  |
| 2014 | Melhor Atriz                | Amy Adams                                       | Indicado  |
| 2014 | Melhor Ator Coadjuvante     | Bradley Cooper                                  | Indicado  |
| 2014 | Melhor Atriz Coadjuvante    | Jennifer Lawrence                               | Venceu    |
| 2014 | Melhor Roteiro Original     | David O. Russell & Eric Warren Singer           | Venceu    |
| 2014 | Melhor Figurino             | Michael Wilkinson                               | Indicado  |
| 2014 | Melhor Maquiagem e Penteado | Evelyne Noraz, Lori McCoy-Bell, Kathrine Gordon | Venceu    |
| 2014 | Melhor Produção de Arte     | Judy Becker                                     | Indicado  |

Satellite Awards 2014
| Ano  | Categoria                | Recipiente                                       | Resultado |
| ---- | ------------------------ | ------------------------------------------------ | --------- |
| 2014 | Melhor Filme             | Melhor Filme                                     | Indicado  |
| 2014 | Melhor Diretor           | David O. Russell                                 | Indicado  |
| 2014 | Melhor Ator              | Christian Bale                                   | Indicado  |
| 2014 | Melhor Atriz             | Amy Adams                                        | Indicado  |
| 2014 | Melhor Ator Coadjuvante  | Bradley Cooper                                   | Indicado  |
| 2014 | Melhor Atriz Coadjuvante | Jennifer Lawrence                                | Indicado  |
| 2014 | Melhor Roteiro Original  | David O. Russell & Eric Warren Singer            | Venceu    |
| 2014 | Melhor Edição            | Alan Baumgarten, Jay Cassidy & Crispin Struthers | Venceu    |

## As diferenças da realidade
American Hustle não faz grande tentativa de documentar diretamente o enredo Abscam: os nomes são alterados, e o filme começa com a mensagem incomum na tela, "Algumas dessas realmente aconteceram.". As principais diferenças da realidade incluem:
- No filme, Irving Rosenfeld começa uma vida de criminalidade, quando ele quebra vitrines como uma criança, a fim de dar mais trabalho para o negócio de vidro-instalação de seu pai. Na vida real, tem sido relatado que Melvin Weinberg começou a trabalhar para o pai apenas como um adulto, e que ele se quebrar janelas, no entanto, a mando do sindicato local, para punir as empresas que usaram vidraceiros não sindicalizados.[24] Outros relatos contraditórios confirmar, no entanto, que esta atividade foi de fato feito para escorar de negócios para o pai de Weinberg.[25]
- No filme, prefeito de Camden Carmine Polito é mostrado como um político altruísta que se envolve no esquema só para dar emprego a seus eleitores; Irving sente tão mal por Carmine que ele usa engenheiros como forma de reduzir uma sentença para ele. Na realidade, porém o prefeito de Candem Angelo Errichetti foi amplamente elogiado por se preocupar com o povo de Camden, ele também tinha uma reputação de criminalidade, e durante a operação de Abscam oferecido para obter o sheik falso em negócios ilegais, como a falsificação de moeda e tráfico de drogas. Embora Weinberg desenvolveu um gosto por Errichetti como um homem que "não rodeios", ele não fez nenhuma tentativa de proteger Errichetti da acusação.[24]
- Evelyn Knight, a amante de Weinberg em quem o personagem de Sydney Prosser é baseada, estava envolvido em fraudes de Weinberg, embora em menor grau do que o mostrado no filme, e ela não estava envolvido na Abscam. Ela foi também inglesa, não uma americana personificando uma inglesa como mostrado no filme.[8]
- A esposa de Weinberg, Cynthia Marie Weinberg, a base para Rosalyn Rosenfeld, não é conhecida por ter tido um caso com alguém da máfia, nem ela encobriu Weinberg.[26]
- O personagem de Richie DiMaso é baseado em certa medida, no agente federal Tony Amoroso, embora na vida real Amoroso foi apenas um dos vários agentes envolvidos na criação e execução da fraude.[26]
- No filme, o sheik é desempenhado por um agente do FBI mexicano-americano, com muito limitado árabe. Na vida real, o sheik foi interpretado por dois agentes diferentes: primeiro brevemente por um americano, Mike Denehy, que não falava árabe, em seguida, por um libanês-americano.[24][26]

Embora algumas das mudanças do filme tem o efeito de aumentar a sensação de ambiguidade moral em torno de Abscam, era na verdade uma operação controversa, com alguns críticos chamando de uma armadilha, e outros condenando o custo da operação, o facto de ter sido dirigido por um condenado criminal, e seu efeito de reduzir a confiança pública no governo apenas alguns anos após o escândalo de Watergate.